# Beaver Falls (Pennsylvania)
Beaver Falls is een plaats (city) in de Amerikaanse staat Pennsylvania, en valt bestuurlijk gezien onder Beaver County.

## Demografie
Bij de volkstelling in 2000 werd het aantal inwoners vastgesteld op 9920.
In 2006 is het aantal inwoners door het United States Census Bureau geschat op 9274, een daling van 646 (-6,5%).

## Geografie
Volgens het United States Census Bureau beslaat de plaats een oppervlakte van
5,9 km², waarvan 5,5 km² land en 0,4 km² water. Beaver Falls ligt op ongeveer 244 m boven zeeniveau.

## Plaatsen in de nabije omgeving
De onderstaande figuur toont nabijgelegen plaatsen in een straal van 4 km rond Beaver Falls.

## Geboren
- Thomas Midgley (1889-1944), werktuigbouwkundig ingenieur en scheikundige
- Elsie Thompson (1899-2013), honderdplusser
- Tony Lip (1930-2013), acteur
- Joe Namath (1943), Americanfootballspeler
- Lance Jeter (1988), basketballer